# Arts International Club
Arts International Club（アーツインターナショナルクラブ）は、山梨県上野原市に本拠地を置き、日本野球連盟に加盟する社会人野球のクラブチームである。

## 概要
2017年に、日本野球連盟に加盟し、上野原硬式野球クラブとしてスタートした。
2018年に、JABA関東連盟クラブ選手権大会において公式戦初勝利をあげている。
2019年シーズンでは、山梨県体育祭において優勝し、初タイトルを獲得した。
2020年1月1日より、チーム名をArts International Clubに変更した。

## 設立・沿革
- 2016年 『上野原硬式野球クラブ』として創部。
- 2016年 チーム本拠地を山梨県上野原市に移動。
- 2020年 チーム名を『Arts International Club』に変更

## 主要大会の出場歴・最高成績
- JABA関東連盟クラブ選手権大会：山梨県予選ベスト4（2018年）
- 都市対抗野球大会：山梨県予選ベスト4（2019年、2021年）
- 全日本クラブ野球選手権大会：山梨県予選ベスト4（2019年、2021年）
- 山梨県体育祭野球競技：優勝（2019、2022年）

## 主な出身プロ野球選手
- 久木壮太（内野手） - 退団後、四国アイランドリーグの愛媛マンダリンパイレーツに入団。(2018年)[1]